# Lisette Kansen
Lisette Kansen (25 juni 1967) is een Nederlands langebaanschaatsster.
In 1983 en 1984 startte Kansen op het NK sprint. In 1987 startte ze op de NK Afstanden op de 1500 meter, een jaar later op de 5000 meter.

## Records

### Persoonlijke records[3]
| Afstand    | Tijd    | Datum          | Baan       |
| ---------- | ------- | -------------- | ---------- |
| 500 meter  | 43,86   | 21 maart 1987  | Heerenveen |
| 1000 meter | 1.27,47 | 20 maart 1987  | Heerenveen |
| 1500 meter | 2.12,40 | 20 maart 1987  | Heerenveen |
| 3000 meter | 4.47,80 | 21 maart 1987  | Heerenveen |
| 5000 meter | 8.10,16 | 2 januari 1988 | Heerenveen |